# Деверё, Робин, 19-й виконт Херефорд
Чарльз Робин де Богун Деверё (англ. Charles Robin de Bohun Devereux, 19th Viscount Hereford; родился 11 августа 1975) — британский аристократ, 19-й виконт Херефорд и первый виконт Англии с 2004 года.

## Биография
Робин Деверё родился 11 августа 1975 года в семье Роберта Деверё, 18-го виконта Херефорда, и его жены Сьюзен Мэри Годли. Он учился в школе Стоу, в 1998 году окончил Университет Восточной Англии со степенью бакалавра в области истории искусства и архитектуры. Деверё работал в компании Bonhams, был директором по оценке с 2007 года и членом британского совета директоров с 2010 года. В 2017 году был назначен директором по работе с частными клиентами.
После смерти отца в 2004 году Деверё унаследовал семейные титулы виконта Херефорда и 16-го баронета.
12 июня 2010 года виконт женился на Луизе Найт, дизайнере текстиля, дочери Уильяма Найта и его жены Сильвии Кэролайн ван Леннеп из Холланд-Парка в Лондоне. В этом браке родились двое детей:
- София Эмили Флоренс (12 января 2013)[6];
- Генри Вальтер де Богун (11 февраля 2015)[7].